# Mary E. Thompson
Pour les articles homonymes, voir Thompson.
Mary Elinore Thompson, née en 1944, est une statisticienne canadienne. Elle est professeure émérite de statistique et d'actuariat à l'Université de Waterloo, ancienne présidente de la Société statistique du Canada et directrice scientifique fondatrice de l'Institut canadien des sciences statistiques. Ses intérêts de recherche comprennent la méthodologie d'enquête et l'échantillonnage statistique ; elle est également connue pour son travail d'application des statistiques pour guider la politique de lutte antitabac.  

## Éducation et carrière
Mary Thompson étudie les mathématiques à l'Université de Toronto, puis elle obtient une maîtrise et son doctorat en 1969 à l'université de l'Illinois à Urbana-Champaign. Sa thèse, dirigée par Joseph Leo Doob, est intitulée Some Aspects of Optimal Stopping Theory. Elle réalise l'ensemble de sa carrière à l'Université de Waterloo. Elle est présidente de la Société statistique du Canada pour 2003-2004 et est directrice de l'Institut canadien des sciences statistiques de 2012 à 2015.

## Prix et distinctions
Marie Thompson est élue compagnon de l'Association des statisticiens américains en 1985, et membre de la Société royale du Canada en 2006. Elle est également membre élue de l'Institut international de statistique et membre de l'Institut de statistique mathématique. Elle a reçu le prix Waksberg de la revue Survey Methodology (en) en 2008.  
La Société statistique du Canada lui a décerné sa médaille d'or en 2003, le prix Lise-Manchester en 2012, de concert avec Geoffrey Fong et David Hammond, pour leurs travaux sur le tabagisme, ainsi que le prix pour services insignes en 2014. Le Comité des présidents de sociétés statistiques lui a décerné son prix Elizabeth Scott en 2010 « pour ses contributions exceptionnelles aux plans de la recherche, de l'enseignement et du services qui ont servi à inspirer les statisticiennes, pour avoir encouragé les femmes à tous les niveaux à faire carrière dans en statistique, pour l'excellence dans la supervision et le mentorat d'étudiants des cycles supérieurs et pour son leadership afin de minimiser les inégalités entre les sexes en matière d'emploi ».

## Publications
- avec M. Chen & C. Wu, « Empirical likelihood methods for complex surveys with data missing-by-design »,  Statistica Sinica, 28, 2018, p.2027-2048.
- « Dynamic data and official statistics », The Canadian Journal of Statistics, 46, 2018, p.10-23.
- avec Q. Chen, M.R. Elliott, D. Haziza, Y. Yang, M. Ghosh, R.J.A. Little, J. Sedransk, « Approaches to improving survey-weighted estimates », Statistical Science, 32, 2017, p.227-248.
- avec M. Chen et C. Wu, « Mann-Whitney test with empirical likelihood methods for pretest-posttest studies »,  Journal of Nonparametric Statistics, 2016, 28(2), p.360-374.
- avec L. L. Ramirez Ramirez, V. Lyubchich & Y. Gel, « Using bootstrap for statistical inference on random graphs », Canadian Journal of Statistics, 2016, 44(1), p.3-24.
- Theory of Sample Surveys, 1997[11].